# Pegaeophyton
Pegaeophyton é um género botânico pertencente à família Brassicaceae.